# Carex haematolepis
Carex haematolepis là một loài thực vật có hoa trong họ Cói. Loài này được Drejer mô tả khoa học đầu tiên năm 1841.